# Sp3d2杂化
sp3d2杂化是指一个原子同一电子层内由一个ns轨道、三个np轨道和两个nd轨道发生生杂化的过程。原子发生sp3d2杂化后，上述ns、np和nd轨道便会转化成为六个轨道，称为“sp3d2杂化轨道”。六个sp3d2杂化轨道分别存在于两个平面上，其中，位于水平面的四个杂化两两之间的夹角皆为90°，另有两个杂化轨道位于轴向平面、对称地分布于水平面两侧。一般认为sp3d2杂化的水平杂化轨道是由s、px、py和dx²-z²轨道组成的，而轴向杂化轨道则由pz和dz²组成。sp3d2杂化一般发生在分子形成过程中。杂化过程中，能量相近的d轨道、s轨道和p轨道发生叠加，不同类型的原子轨道重新分配能量并调整方向。
以[FeF6]3−中的铁离子（Fe3+）为例：处于基态的Fe3+（电子排布式为：[Ar]3d5）的一个空的4s轨道、三个空的4p轨道和两个空的4d轨道进行sp3d2杂化，形成六个sp3d2杂化轨道。该过程中铁离子的轨道排布变化情况如下图所示（图中灰色的配位电子对由6个氟离子提供）：